# Norges Ishockeyforbund
Norges Ishockeyforbund administrerer inlinehockey og ishockey i Norge og hører under Norges idrettsforbund.
Den højeste liga er Fjordkraftligaen, hvor vinderen af slutspillet får titlen Norgesmester og tildeles Kongepokalen. Det norske ishockeyforbund blev grundlagt i 1920, men skiftede senere navn til Norges Bandyforbund. Den nuværende ishockeyforening blev grundlagt 18. september 1934.